# Bożacin (województwo wielkopolskie)
Bożacin – wieś w Polsce położona w województwie wielkopolskim, w powiecie krotoszyńskim, w gminie Krotoszyn.
We wsi znajduje się przystanek kolejowy, na którym zatrzymują się pociągi Kolei Wielkopolskich jadące w kierunku Poznania, Jarocina, Krotoszyna i Milicza.

## Nazwa
Wieś ma metrykę średniowieczną i jest notowana od XIV wieku. W 1314 zanotowana w Kodeksie dyplomatycznym Wielkopolski jako Bozacino, 1363 Bodzceno, 1397 Bodzacino, 1449 Bozaczino, 1450 Barzancino, 1510 Bozaczino, Bodzaczin, 1555-58 Bodzenczino, 1578 Bozaczino, 1846 Borzacin, 1880 Bożacin. Nazwa pochodzi od staropolskiej nazwy osobowej Bodzęta z dodaniem sufiksu -ino. W wyniku procesów językowych wtórnie została przekształcona pod wpływem nazwy osobowej Bożęta w Bożęcin, a następnie Bożacin.

## Historia
W okresie Wielkiego Księstwa Poznańskiego (1815-1848) miejscowość wzmiankowana jako Borzacin należała do wsi większych w ówczesnym pruskim powiecie Krotoszyn w rejencji poznańskiej. Borzacin należał do okręgu krotoszyńskiego tego powiatu i stanowił część majątku Teresin (niem. Theresienstein), którego właścicielem był wówczas książę Thurn und Taxis. Według spisu urzędowego z 1837 roku wieś liczyła 340 mieszkańców, którzy zamieszkiwali 39 dymów (domostw).
W latach 1975–1998 miejscowość administracyjnie należała do województwa kaliskiego.
Katoliccy mieszkańcy Bożacina należą do Parafii p.w. Świętej Trójcy w Lutogniewie.
Zobacz też: Bożacin